# Oude vrouw en jongen met kaarsen
Oude vrouw en jongen met kaarsen is een schilderij van Peter Paul Rubens dat hij omstreeks 1616-1617 maakte. Sinds 2005 maakt het deel uit van de collectie van het Mauritshuis in Den Haag.

## Voorstelling
Op het schilderij houdt een oude vrouw een brandende kaars vast waarvan niet meer dan een stompje over is. Naast haar staat een jongen op het punt zijn eigen kaars in de vlam te houden. Zijn frisse, blozende gelaat contrasteert met het gelige, gegroefde gezicht van de vrouw. Rubens wist de doorschijnende huid onder haar ogen prachtig weer te geven. Het kaarslicht, dat door de hand van de vrouw gedeeltelijk wordt tegengehouden, doet de groeven in haar gezicht sterk uitkomen, maar laat ook een groot deel van het doek in duisternis gehuld.
Tijdens zijn verblijf in Rome maakte Rubens kennis met het werk van Caravaggio. Veel belangrijke kenmerken van de stijl van de Italiaanse meester, het gebruik van chiaroscuro, het felle realisme en figuren die het hele beeldvlak vullen, komen ook in Oude vrouw en jongen met kaarsen voor. Dit schilderij wordt dan ook beschouwd als een van de eerste caravaggistische werken in de Nederlanden. Overigens was Caravaggio zeker niet Rubens' enige bron van inspiratie. Nachtscènes met kaarslicht komen bij de Italiaan niet voor, maar bijvoorbeeld wel bij Adam Elsheimer, met wie Rubens bevriend was en van wie hij enige schilderijen in bezit had.
Rubens maakte het schilderij hoogstwaarschijnlijk als een soort prototype. De oude vrouw en de jongen komen op een aantal andere werken uit dezelfde periode voor. Bij zijn overlijden bevond het doek zich vermoedelijk nog steeds in zijn bezit. In de inventaris is sprake van vne pourtrait d'vne vieille auec vn garçon à la nuict. Ook de opbouw van het paneel is een aanwijzing dat hier om een schilderij voor eigen gebruik gaat. Het paneel bestaat uit een groot aantal kleine plankjes. Waarschijnlijk liet Rubens restmateriaal gebruiken om kosten te sparen. Ook bij andere schilderijen die hij voor zijn plezier maakte, ging hij op die manier te werk.
Van Oude vrouw en jongen met kaarsen is rond 1617 ook een prent gemaakt. Rubens was hier zelf bij betrokken. Onder de prent kwam een Latijns onderschrift te staan:

 Quis vetet apposito, lumen de lumine tolli / Mille licet capiant, deperit inde nihil

(Wie zou verbieden licht te halen van licht dat nabij is, ook al zijn het er duizend die dat doen, het wordt er niet minder door)
— Ovidius, Ars amatoria

Deze passage is afkomstig uit Ovidius' Ars amatoria. Het is een aansporing om tijdens de jeugd van de liefde te genieten. Als bij het ouder worden ook de schoonheid verloren gaat, zijn veel kansen verkeken. Deze erotische interpretatie van het schilderij valt goed te rijmen met de dromerige blik van de vrouw, denkend aan gemiste kansen, terwijl de jongen met oplettende blik het vuurtje van haar over neemt.

## Herkomst
- tot 1640: in bezit van de kunstenaar, Antwerpen.
- na 1640: mogelijk in bezit van Arnold Lundens, Rubens' zwager.
- 1646: mogelijk in bezit van Muhlmann, Riga.
- voor 1801: in bezit van George Rogers.
- tot 1806: in bezit van Hastings Elwyn.
- 23 mei 1806: verkocht op een veiling aan Alexis Delahante, Londen voor 950 guineas.
- 1806: voor 2000 guineas verkocht aan het Britse parlementslid Charles Duncombe, eerste Baron Feversham, Duncombe Park, Helmsley.
- tot 1947: door vererving in de familie gebleven.
- 1947: verkocht aan Francis Francis, Bird Cay, Bahama's, die het in bruikleen gaf aan het Museum of Fine Arts in Boston.
- 30 juni 1965: gekocht bij Sotheby's in Londen door kunsthandel Agnew's, Londen, voor 19.000 pond.
- 1965: verkocht aan een particuliere verzamelaar.
- 7 juli 2004: gekocht bij Sotheby's in Londen door kunsthandel Otto Naumann Ltd., New York, voor 2,5 miljoen pond.
- 2005: verworven door het Mauritshuis met steun van de BankGiro Loterij, de Stichting Vrienden van het Mauritshuis, de Mondriaan Stichting, de Vereniging Rembrandt (mede dankzij het Prins Bernhard Cultuurfonds) en het legaat van juffrouw A.A.W. Schröder.